# Volkmar Wölk
Volkmar Wölk (* 22. Dezember 1952 in Scharzfeld) ist ein deutschsprachiger Rechtsextremismus-Forscher, antifaschistischer Aktivist und Publizist.

## Leben
Er studierte an der Pädagogischen Hochschule Göttingen, die er jedoch verließ, um für eine Einzelhandelskette als Filialleiter zu arbeiten. Während dieser Zeit absolvierte er den Zivildienst in einem Krankenhaus in Hann. Münden. 
Ab 1980 war er als Werkstoffprüfer einer Stahlgießerei beschäftigt und überprüfte Ventile in Atomkraftwerken. Ab Anfang der 1990er Jahre arbeitete Wölk als Qualitätsprüfer im Volkswagen-Werk in Braunschweig, wobei er am Fließband tätig war, bis er durch einen Betriebsunfall am Rücken verletzt wurde. Daraufhin betätigte Wölk sich als freier Journalist in der Publikation von Projekten und engagierte sich als Teamer in der gewerkschaftlichen Bildungsarbeit.
2001 wurde er wissenschaftlicher Mitarbeiter der Landtagsabgeordneten der Linken Kerstin Köditz in Grimma (Sachsen). Köditz war zu diesem Zeitpunkt antifaschistische Sprecherin ihrer Fraktion im Landtag, Innenpolitikerin und anerkannte Rechtsextremismus-Expertin. Die beiden heirateten 2014.

## Politischer Aktivismus und Arbeit als Publizist
Volkmar Wölk war und ist bewegungsübergreifend in verschiedenen Initiativen und sozialen Gruppen aktiv, so auch unter anderem mit der Schoah-Überlebenden Esther Bejarano als Mitglied des Bundessprecherinnenrats der VVN-BdA, und 1989 als deren Landesgeschäftsführer in Hessen. Im selben Jahr erschien die antifaschistische Zeitschrift Der Rechte Rand, bei der er Gründungsredakteur war. Des Weiteren gehörte Wölk auch zu den Herausgebern der Antifaschistischen Nachrichten und schreibt immer wieder als Autor für Tages- und Wochenzeitschriften, wie die analyse & kritik oder den Informationsdienst Blick nach rechts. 
Volkmar Wölk nutzte zu seiner eigenen Sicherheit immer wieder Pseudonyme, unter denen er publizierte, da er immer wieder, zuletzt Ende 2000, Opfer neonazistischer Angriffe wurde. Er trat zudem als aktiver Referent bei den Jahreskolloquien des Duisburger Instituts für Sprach- und Sozialforschung (DISS) oder beim „Gesprächskreis Rechts“ der Rosa-Luxemburg-Stiftung auf. Wölk beschäftigte sich nicht nur mit der sogenannten „‚Neuen‘ Rechten“ in Deutschland, sondern auch in Frankreich; dort insbesondere mit der GRECE, der ideengeschichtlichen Vorläuferbewegung der Nouvelle Droite. 
Zudem leistete er einen Beitrag zur Verbreitung der zuvor wenig beachteten Faschismustheorie des israelischen Historikers Zeev Sternhell. Er regte Ende der 1990er Jahre dazu an, den 1976 veröffentlichten Aufsatz Sternhells als Monographie herauszugeben. Faschistische Ideologie wurde von Wölk übersetzt und erschien 2002 mit einem Placet des Autors im Verbrecher Verlag. 
2023 erschien, Volkmar Wölk zu Ehren, der Sammelband Rechte Ränder. Faschismus, Gesellschaft und Staat, ebenfalls im Verbrecher Verlag. Dieser wurde herausgegeben von Gideon Botsch, Friedrich Burschel, Christoph Kopke und Felix Korsch. Allen Herausgebern und Veröffentlichenden gilt Wölk als „Freund, Kollege und Mitstreiter“ und hat deren Forschung maßgeblich beeinflusst. Der Sammelband ist also eine inhaltliche Weiterführung seiner vielfältigen Betätigung im Themenfeld Rechtsextremismus und Antifaschismus.

## Veröffentlichungen

### Unter Pseudonym veröffentlicht (Auswahl)
- Cremet, Jean: Tradition und Brüche. Über einige Entwicklungen in der Nouvelle Droite, in: analyse & kritik (1995), H. 382, S. 23.
- Cremet, Jean: Jenseits von Böhse Onkelz und Skrewdriver: Darkwave. Über (neo-) faschistische Tendenzen in der Independent-Musik, in: analyse & kritik (1996), H. 389, S. 11.
- Cremet, Jean: „Neue“ Rechte: jetzt generationenübergreifend. DESG und Synergies Européennes schließen Kooperationsabkommen, in: analyse & kritik (1997a), H. 403, S. 21.
- Cremet, Jean: Theorieschule für die ‚Neue‘ Rechte – Ideologische Perspektiven, in: Blick nach rechts (1997b), H. 25/26, S. 6 f.
- Cremet, Jean: Eilmarsch nach rechtsaußen. Nationalrevolutionäre APO-Veteranen wollen „unser Land“ retten, in: analyse & kritik (1999a), H. 424, S. 3.
- Zaleshoff, Andreas P.: Der zweite Frühling der NPD. Anmerkungen zum Wiedererstarken einer fast totgeglaubten Partei und zu den Möglichkeiten antifaschistischer Strategien in der Bundesrepublik der achtziger Jahre (= Neofaschismus unter der Lupe 2), Hannover 1989a.
- Zaleshoff, Andreas P.: Deutscher Sozialismus für die 90er Jahre (Teil I), in: Blick nach rechts (1989b), H. 23, S. 8 f.
- Zaleshoff, Andreas P.: Deutscher Sozialismus für die 90er Jahre (Teil II), in: Blick nach rechts (1989c), H. 24, S. 6 f.

### Unter Klarnamen veröffentlicht (Auswahl)
- Dies ist eine Kriegserklärung, in: Der Rechte Rand (2013), H. 143, S. 26.
- Weltanschauliche Schulung in der NPD, in: Der Rechte Rand (2014), H. 151, S. 22 f.
- Der gescheiterte Aufstieg, in: Der Rechte Rand (2015), H. 157, S. 8–10.
- Von Reykjavik bis Wladiwostok. Die verspätete Entdeckung des Jean Thiriart durch die deutsche „Neue Rechte“, in: Der Rechte Rand (2019), H. 176, S. 20 f.

### Monografien und Herausgeberschaften (Auswahl)
- Wölk, Volkmar: Natur und Mythos. Ökologiekonzeptionen der ‚Neuen‘ Rechten im Spannungsfeld zwischen Blut und Boden und New Age (= DISS-Texte Nr. 21), Duisburg 1992.
- Unter den Pseudonym Cremet, Jean veröffentlicht (zusammen mit Krebs, Felix / Speit, Andreas): Jenseits des Nationalismus. Ideologische Grenzgänger der „Neuen Rechten“ – Ein Zwischenbericht, Münster 1999.
- Unter dem Pseudonym Zaleshoff, Andreas P. veröffentlicht: Der zweite Frühling der NPD. Anmerkungen zum Wiedererstarken einer fast totgeglaubten Partei und zu den Möglichkeiten antifaschistischer Strategien in der Bundesrepublik der achtziger Jahre (= Neofaschismus unter der Lupe 2), Hannover 1989.

### Fachaufsätze (Auswahl)
- Wölk, Volkmar: Jenseits der ‚Lügenpresse‘. Mit wem AfD, Pegida und Co. Sprechen, in: Häusler, Alexander / Virchow, Fabian (Hrsg.), Neue soziale Bewegung von rechts? Zukunftsängste, Abstieg der Mitte, Ressentiments, Hamburg 2016, S. 95–104.
- mit Kerstin Köditz: Macronartismus. ‚Ni patrie, ni patron! Ni Marine, ni Macron!‘, in: Delegation DIE LINKE im Europaparlament (Hrsg.), Rechte Netzwerke in Europa, Brüssel 2017, S. 30–34.
- Wölk, Volkmar: Neue Rechte in: Ahlheim, Klaus / Kopke, Christoph (Hrsg.), Handlexikon Rechter Radikalismus, Ulm 2017, S. 102–104.
- Wölk, Volkmar: Alter Faschismus in neuen Schläuchen? Auf den Spuren der ‚Neuen‘ Rechten: Ideologische Zeitreise von Dresden nach Italien und zurück, in: Burschel, Friedrich (Hrsg.), Das faschistische Jahrhundert. Neurechte Diskurse zu Abendland, Identität, Europa und Neoliberalismus, Berlin 2020, S. 165–227.
- Wölk, Volkmar: Zeev Sternhell (1935–2020) – ein Nachruf, in: ZRex – Zeitschrift für Rechtsextremismusforschung 1 (2021), H. 2, S. 344–346.

### Übersetzungen
- Sternhell, Zeev: Von der Aufklärung zum Faschismus und Nazismus. Reflektionen über das Schicksal von Ideen in der Geschichte des zwanzigsten Jahrhunderts, in: Jäger, Siegfried / Paul, Jobst (Hrsg.), Diese Rechte ist immer noch Bestandteil unserer Welt. Aspekte einer neuen Konservativen Revolution, Duisburg 2001, S. 15–48.
- Sternhell, Zeev: Faschistische Ideologie, Berlin 2002.
- Sternhell, Zeev: Faschistische Ideologie. Eine Einführung, Berlin 2019 (überarbeitete Neuausgabe des Bandes von 2002).[2]
- Griffin, Roger: Der ‚nationale Sozialismus‘ des Faschismus. Mussolini sagte ein faschistisches Jahrhundert voraus. Wie falsch lag er?, in: Burschel, Friedrich (Hrsg.), Das faschistische Jahrhundert. Neurechte Diskurse zu Abendland, Identität, Europa und Neoliberalismus, Berlin 2020.[3]